# Steve Stifler
Steven Eric "Steve" Stifler es un personaje ficticio de la serie de películas American Pie de comedia adolescente. Su primera aparición fue en American Pie (1999), como un estudiante popular en la escuela y adicto a las fiestas y que juega en el equipo de lacrosse de la escuela. Es interpretado por el actor Seann William Scott y fue creado por Adam Herz.

## Características
Puede ser un matón y un bromista, pero goza de buen carácter. Los padres de Stifler, Eric y Jeanine Stifler, están divorciados; Stifler y su hermano viven con su madre. En las dos primeras películas vemos que a Oz le agrada Stifler y siempre se pone de pie para estar con él. Jim también lo quiere, pero probablemente lo encuentra detestable. Él es muy querido y admirado por las personas "populares" de su preparatoria, especialmente sus compañeros de equipo de  Lacrosse, pero no es querido en absoluto por los menos populares, como quienes participan  en los Campamentos de Bandas (Band Camp). 
Durante la película, Stifler intenta asociarse con los miembros del equipo de Lacrosse de su escuela. A través de su compañero y amigo Oz, Stifler desarrolla una amistad algo rara con los otros personajes de American Pie, Jim, Kevin y Finch.
A pesar de su comportamiento desagradable, Stifler tiene un lado sensible definido y es una buena persona. Es un buen bailarín como se demuestra cuando gana un duelo de baile en American Pie: La Boda para que Leslie Summers diseñe el vestido de Michelle, y le enseña a Jim a bailar para su vals de boda (siempre y cuando Stifler pueda estar a cargo de la despedida de soltero y pueda haber un espectáculo erótico). Su ayuda en la boda de Jim y Michelle permitió que la misma fuera un éxito. Hacia el final de la tercera película, se le ve como un amigo de verdad con los demás, tanto es así que empieza a no odiar a Finch. Pero Finch restaura la enemistad recordándole que tuvo sexo con su madre, dos veces.
Se sabe que ha tenido muchas parejas sexuales, con 23 actos de relaciones sexuales y al menos un acto de sexo oral en su primer año de universidad.
Steve es un estudiante popular, atractivo y seguro, pero un poco matón e insensible a menudo. Aunque sea una persona problemática, las travesuras de Stifler suelen ser inteligentes, y rara vez dañinas.

## Apariciones

### American Pie
Steve hizo su primera aparición cinematográfica en el original American Pie 9 de julio de 1999. En American Pie, Stifler era alumno de la escuela "East Great Falls High". No se sabe lo bueno que era académicamente (aunque él dice en American Wedding que él era un estudiante de C), pero estaba en el equipo de lacrosse de la escuela. Si bien no forma parte del pacto de sexo, Stifler desempeña un papel crucial en la película de dos maneras: su fiesta después del partido sirvió de marco para el acto final de la película donde se dan relaciones entre varios personajes. También, él es un amigo cercano de Jim y Oz pero no de Finch. Después de que Finch creara rumores positivos sobre sí mismo y se extendieran a todas las chicas de la escuela (uno de estos es que le ganó en una pelea a Stifler), a este último el rumor no le cae nada bien ya que Finch no era considerado alguien especialmente agresivo ni reactivo, por lo que se venga poniendo un laxante muy fuerte en la bebida habitual de Finch de moka capuccino. A este, que no le gusta usar el baño de la escuela hasta ese momento, corrió hasta este, donde amablemente Stifler mantuvo la puerta abierta para él. Resultó ser el baño de mujeres, y Finch quedó avergonzado públicamente luego de que un grupo de mujeres entren mientras él estaba adentro.

### American Pie 2
La segunda aparición de Steven fue en la secuela American Pie 2 (2001). Tuvo un papel mucho más importante esta vez. Fue a la Universidad Estatal de Míchigan. Junto a Kevin, Finch, Jim y Oz, Stifler alquila una casa de playa en el lago Míchigan. Durante el verano, se interesa por dos propietarios atractivos de la casa que ellos fueron contratados para pintar, dos amigas que por error las toman como lesbianas. Stifler se mete en su casa cuando ellas van por el diario, pero Jim y Finch entran para sacarlo rápido, cosa que no logran ya que las dos mujeres vuelven y les juegan unas bromas relacionadas con actividades sexuales: para que ellas hagan lo mismo, primero Stifler tuvo que agarrar la nalga de Finch. En el segundo desafío, Stifler y Jim se dieron un beso de lengua, y el tercero hubiera sido que Finch y Jim masturben a Stifler. Este dice que no pueden detenerse y en el momento en que está por bajar su pantalón, sus dos amigos notan que han llegado muy lejos y deciden irse corriendo, con Steven gritando que él estaba dispuesto a "sacrificarse". 
En la fiesta principal en la casa de la playa al final de la película, las dos chicas llegan después de hablar con Matt en los walkie-talkie, pero Stifler decide ignorarlas recordando la broma que le jugaron siendo lesbianas, pero estas responden que nunca afirmaron que eran homosexuales, por lo que las dos terminan la noche con Stifler en la cama.

### American Pie: La boda
En American Pie: La boda el papel Stifler es aún mayor, posiblemente convirtiéndose en el personaje principal. Se revela que se ha convertido en el entrenador y asistente del equipo de fútbol americano y que también es el conductor del bus del equipo. Cae por sorpresa en el compromiso de Jim y Michelle, para gran consternación de esta. A los pocos minutos de aparecer, se mete en un problema al arruinar el pastel y más tarde formando parte de un cuarteto, en un inusual malentendido con Jim y dos perros. Al ir con Kevin, Finch y Jim a Chicago para conseguir el vestido de Michelle, se mete en un bar homosexual accidentalmente y después de discutir con varias personas dentro, compite en un baile con un gay, ganándolo y sorprendiendo a éste, que le da su número. Más tarde, compite con Finch para ganar el corazón de Cadence, la hermana menor de Michelle. Suplanta la personalidad de Finch como un snob de clase alta con el fin de ganar más puntos con Cadence, pero Finch continúa el triángulo mediante la reproducción de Stifler como la escandalosa imagen de chico de fraternidad, que sorprendentemente goza de la aceptación de Cadence en igual medida que Stifler (si no más). Luego de una fallida despedida de soltero, en el que por error estuvieron presentes los padres de Cadence, él admite que el plan para hacer ver a Jim como un héroe ha fallado. Esto lleva a la madre de la chica a darle el anillo de compromiso por su sinceridad.  Sin embargo, luego de que Cadence lo bese, Stifler le da comida (que tenía el anillo pegado) a unos perros, que al ingerirla este empieza a actuar de forma rara y su atención en todo el día fue en seguir a los perros para que uno de estos defeque y libere el anillo. Steve recoge el anillo (encapsulado dentro de las heces) con un documento de confección, que la madre de Cadence ve y supone que sea una de las trufas. Ella insiste en que Stifler la dejara comerlo, pero a sabiendas de que podría arruinar sus posibilidades con Candence, él se come las heces del perro. Antes de la boda, Stifler destruye accidentalmente el enorme arreglo floral que Michelle había ordenado, y sus amigos y Cadence se vuelven contra él. Sin embargo, Stifler se redime al final de la película: usa al equipo de fútbol americano como sus secuaces, y utiliza su propio dinero para comprar todo el arreglo floral. 
Antes de la boda, llega tarde a una cita con Cadence en un armario oscuro para tener sexo, y al entrar, no se encuentra con ella, sino con la abuela de Jim (aunque no se da cuenta, ya que está oscuro) que fue puesta en ese lugar para que no moleste. Cuando Kevin y Finch abren la puerta para buscarla, se encuentran con Stifler penetrando a la abuela de Jim. Todos ponen cara de asco y repulsión al darse cuenta de lo que en realidad pasaba, menos la anciana que pedía que no se detenga. En el casamiento, le da el anillo a Jim para que lo ponga en el dedo de Michelle.
En Band Camp a la audiencia se le dice que Stifler se ha convertido en un director de cine pornográfico. Esta película muestra que aunque Steve era obviamente muy popular entre los atletas, y otros chicos populares, no era muy apreciado por los estudiantes más aplicados, los nerds.

### American Pie: el reencuentro
En esta película Stifler vuelve a reunirse con sus amigos luego de un largo tiempo encontrándose en un bar con ellos. También se revela que Steve tiene un Trabajo que odia y un jefe que detesta aún más. Luego de conocer a Kara la chica que Jim cuidaba de pequeña y que cumplirá 18 años pronto, decide ir a la fiesta y conquistar chicas después de la fiesta Jim lleva a Kara así casa pero en el camino comienza a desnudarse y provocar a Jim, más tarde Stifler y los chicos se encuentran con Jim y organizan una distracción para meter a la chica a su casa al ver que estaba desnuda va a su habitación pero es sacado por Jim y logran escapar por poco, al día siguiente Stifler y sus amigos son molestados por el novio de Kara, y Steve decide vengarse defecando en la nevera portátil y robando sus vehículos acuáticos. 
Después organiza una fiesta en su casa que al principio es aburrida pero decide embriagar al padre de Jim, después acuerda ser el padrino en la boda de dos de sus amigos del instituto del equipo de fútbol los cuales son gay,termina teniendo sexo oral con una chica gorda, después se enfrasca en una pelea con los amigos del novio de Kara y cuando llega la policía los chicos dicen que no es necesario pero vienen a buscar a Finch quien se robo una motocicleta Stifler se burla de el y dice que pase la noche en la cárcel sus amigos lo reprenden y le dicen que ya no están en el instituto y que quedó atrapado en el pasado por lo que el se deprime y termina la fiesta. durante el reencuentro los amigos deciden ir por el. Se va de su trabajo luego de rebelarse ante su jefe no sin antes insultarlo y largarse de ahí. Durante la reunión se encuentra con Sherman y lo convence de estar con una chica, después conoce a la madre de Finch con quien al final tiene relaciones sexuales en el campo de fútbol consiguiendo su venganza finalmente con Finch al día siguiente le revela a sus amigos discretamente que tuvo sexo con la madre de Finch y acuerdan reunirse más seguido sin esperar otra reunión.
- Datos: Q3180522